# Acipenser brevirostrum
Lo Storione dal rostro breve (Acipenser brevirostrum o Huso brevirostrum [Lesueur, 1818]), conosciuto anche come storione nasocorto, è un pesce osseo appartenente alla famiglia famiglia Acipenseridae.

## Distribuzione e habitat
Questa specie è endemica di alcuni grandi fiumi della parte orientale del Nord America.